# Kibara coriacea
Kibara coriacea là một loài thực vật có hoa trong họ Monimiaceae. Loài này được (Blume) Hook. f. & A. Thomps. miêu tả khoa học đầu tiên năm 1855.